# Urawa Red Diamonds 2004
Questa voce raccoglie le informazioni riguardanti gli Urawa Red Diamonds nelle competizioni ufficiali della stagione 2004.

## Maglie e sponsor
Vengono semplificati i motivi sulle maglie prodotte dalla Puma, ora completamente rosse. Lo sponsor ufficiale è Mitsubishi Motors
| Manica sinistra · Maglietta · Manica destra · Pantaloncini · Calzettoni | Manica sinistra · Maglietta · Manica destra · Pantaloncini · Calzettoni |

## Rosa
| N. |                     | Ruolo | Calciatore            |
| -- | ------------------- | ----- | --------------------- |
| 1  | Giappone (bandiera) | P     | Norihiro Yamagishi    |
| 2  | Giappone (bandiera) | D     | Keisuke Tsuboi        |
| 3  | Russia (bandiera)   | D     | Jurij Nykyforov       |
| 3  | Turchia (bandiera)  | D     | Alpay Özalan          |
| 4  | Giappone (bandiera) | D     | Marcus Tulio Tanaka   |
| 5  | Giappone (bandiera) | C     | Ichiei Muroi          |
| 6  | Giappone (bandiera) | D     | Nobuhisa Yamada       |
| 7  | Giappone (bandiera) | C     | Tomoyuki Sakai        |
| 8  | Giappone (bandiera) | C     | Kōji Yamase           |
| 9  | Giappone (bandiera) | A     | Yūichirō Nagai        |
| 10 | Brasile (bandiera)  | A     | Emerson               |
| 11 | Giappone (bandiera) | A     | Tatsuya Tanaka        |
| 12 | Giappone (bandiera) | D     | Takuya Mikami         |
| 13 | Giappone (bandiera) | C     | Keita Suzuki          |
| 14 | Giappone (bandiera) | D     | Tadaaki Hirakawa      |
| 15 | Giappone (bandiera) | C     | Toru Chishima         |
| 16 | Giappone (bandiera) | C     | Alessandro dos Santos |

| N. |                     | Ruolo | Calciatore         |
| -- | ------------------- | ----- | ------------------ |
| 17 | Giappone (bandiera) | C     | Makoto Hasebe      |
| 18 | Giappone (bandiera) | D     | Takuro Nishimura   |
| 19 | Giappone (bandiera) | D     | Hideki Uchidate    |
| 20 | Giappone (bandiera) | D     | Satoru Horinouchi  |
| 21 | Giappone (bandiera) | P     | Kenta Tokushige    |
| 22 | Giappone (bandiera) | D     | Hiroyuki Kobayashi |
| 23 | Giappone (bandiera) | P     | Ryōta Tsuzuki      |
| 24 | Giappone (bandiera) | A     | Naoya Umeda        |
| 25 | Giappone (bandiera) | D     | Naoki Nakagawa     |
| 26 | Giappone (bandiera) | D     | Yuzo Minami        |
| 27 | Giappone (bandiera) | A     | Takuya Yokoyama    |
| 28 | Giappone (bandiera) | P     | Nobuhiro Kato      |
| 29 | Giappone (bandiera) | C     | Shōta Arai         |
| 30 | Giappone (bandiera) | A     | Masayuki Okano     |
| 33 | Brasile (bandiera)  | D     | Nenê               |
| 34 | Giappone (bandiera) | A     | Shunsuke Oyama     |

## Statistiche

### Statistiche di squadra
| Competizione           | Punti | Totale | Totale | Totale | Totale | Totale | Totale | DR  |
| Competizione           | Punti | G      | V      | N      | P      | Gf     | Gs     | DR  |
| ---------------------- | ----- | ------ | ------ | ------ | ------ | ------ | ------ | --- |
| J. League Division 1   | 62    | 30     | 19     | 5      | 6      | 70     | 39     | +31 |
| Coppa Yamazaki Nabisco | -     | 9      | 6      | 1      | 2      | 19     | 10     | +9  |
| Coppa dell'Imperatore  | -     | 4      | 3      | 0      | 1      | 9      | 4      | +5  |
| Totale                 |       | 39     | 28     | 5      | 17     | 98     | 53     | +45 |